# Meme
Mema este un concept evoluționist introdus în 1976 de biologul Richard Dawkins în cartea sa „Gena egoistă”, care definește ipotetica unitate de informație culturală moștenită, utilizată și transmisă de individ. 
Așa cum gena este o unitate informațională macromoleculară, purtătoare de caracteristici biologice, structurale și interactive ale individului, meme este simbolic vorbind o genă informațională mentală, o purtătoare specifică de informație culturală. Altfel spus, dacă gena este o unitate replicativă la nivel biologic și mema este tot o unitate replicativă, însă la nivel cultural.
Având în vedere că informația genetică trece de pe genom pe proteom apoi pe metabolom și așa mai departe , ea poate să ajungă la un moment dat pe structurile nervoase, unde se întâlnesc cu memele care se află la baza culturii.
Aceste meme sunt niște replicatori culturali.  Richard Dawkins, autorul cărții ,,Gena egoistă’’ încearcă să demonstreze cu ajutorul mai multor exemple din etologie că genele nu sunt singurele elemente de replicare și că transmiterea culturală este analogă cu transmiterea genetică.
După D. Dennett, mema este o unitate de cunoaștere iar după R. Brodie o unitate de informație care se poate transmite prin comunicare și care influențează comportamentul uman. Cel din urmă denumește mema ,,virus al minții’’ deoarece se transmite foarte ușor de la o persoană la alta, manipulând cu totul manifestările ulterioare. 
În evoluția sa în mintea umană se creează anumite modele ale ambientului și ale relațiilor dinamice și valorice ale individului cu ambientul. Aceste relații individ-realitate, individ-individ, sau individ-colectivitate, selectate prin criteriile eficienței, devin stabile, și se manifestă prin comportamente sistematic repetate, exersate și perfecționate, generând strategii operante sau evaluante, prin care individul își rezolvă din ce în ce mai bine nevoile de supraviețuire. 
Memele pot prelua și transmite între generații anumite caracteristici observaționale, gestual interactive, intelective, emotive, sau mixte, ele reflectând modul în care subiectul în evoluție a creat și dezvoltat anumite raporturi cu realitatea, cu sine și cu semenii.
Memele evoluează în timp, sunt perfecționate sistematic prin efortul dinamic și cognitiv individual și colectiv, ele oferind individului și societății metode din ce în ce mai performante de a înțelege realitatea ca macro mecanism fenomenal-cauzal și a o utiliza pentru optimizarea calității vieții. Acestea se transmit între generațiile succesive de indivizi, ele putând particulariza informațional și afectiv personalitățile, le pot dărui diferite tendințe implicante și diferite posibilități de a pune și rezolva probleme fundamentale.
Spre exemplu religiozitatea se poate trata ca tendință sufletească și intelectivă creată de meme specifice, religia cuprinzând un ansamblu complex de raportări ale individului la o realitate personalizată, tratată fie ca o supra-individualitate atotputernică, sau ca o creație a unei supraconștiențe divine, atotcunoscătoare.
Limbajul este și el privit ca efect al unor meme specifice, moștenite sistematic, prin intermediul cărora individul dobândește capacitatea de a organiza și abstractiza obiectual și procesual universul, amplificând posibilitățile de supraviețuire în condiții dificile.
Se face ipoteza că memele interacționează între ele generând complexe de meme noi cu potențiale interactive, conceptuale și evaluante superioare, dar ele se pot și inhiba unele pe altele, construind personalizări cu diferite deficiențe comportamentale. Teoria existenței și acțiunii memelor, ca surse ale personalității, este încă în discuție, unii cercetători înclinând să o accepte ca utilă, iar alții o resping, ca încă nedovedită științific.
Unitațile culturale nu sunt replicatori în sensul că nu creează copii identice lor însele, deși acestea se produc și reproduc la nesfârșit având o legătură cauzală între ele, pot fi copii apropiate ale altor meme, dar nu este clar  cum o idee oarecare se copiază singură și se transmite prin limbaj. 
Nu toate ideile se replica,deci nu toate sunt meme.
Memele și genele pot avea o relație de susținere însă uneori pot avea și una de opoziție. Un astfel de caz este obiceiul celibatului. În fond genetic o genă pentru celibat este destinată eșecului însă în fond memetic poate avea succes. Dacă acceptăm că succesul unei meme depinde de cât timp se acordă pentru transmiterea ei iar mariajul scade din acest timp care ar putea fi folosit pentru transmiterea memei, atunci celibatul este de preferat mariajului. Însă în cazul unei gene, opusul va fi valabil.
Memele sunt autostopiști (hitchhikers) sau simbionți în raport cu omul așa cum gălbeaza este autostopist pentru ovine sau bovine. Daniel C. Dennet face o clasificare a autostopiștilor denumind trei categorii: 
- paraziți care diminuează aptitudinile(fitness) gazdei, ei beneficiind totuși de pe urma acesteia;
- comensuale care nu dimineaza aptitudinile gazdei dar nici nu aduc beneficii acesteia;
- mutualiști care amplifică aptitudinile gazdei, beneficiind și ei de pe urmă acesteia.

Dennett spune că memele pot aparține fiecăruia dintre cele trei tipuri. Cea mai răspândită accepție a memeurilor este aceea de meme mutualiste. Ele aduc un beneficiu gazdei, urmând să se folosească de ea pentru a fi transmise mai departe. Ca exemplu, se poate da un ac de pescuit mai eficient în prinderea peștilor decât un ac obișnuit. Acesta va ajuta la creșterea șanselor de supraviețuire a gazdei care îl folosește și a perpetuării speciei din care face parte. Tocmai pentru că este mai eficient decât alte dispozitive de acest fel, va fi transmis altor indivizi, memele beneficiind astfel individual. Memele pot fi mutualiste pe termen scurt, ajungând să fie paraziți pe termen lung, sau invers. Acest lucru înseamnă că ele pot să pară că aduc beneficii gazdelor, în realitate fiind paraziți. Un astfel de exemplu este apetitul pentru dulciuri (sweet tooth). El pare că aduce beneficii indivizilor care posedă această calitate, însă pe termen lung, nu ajută la perpetuarea speciei, și diminuează aptitudinile umane.
Memele care proliferează sunt cele care se transmit fie având beneficii pe termen scurt, părând că aduc beneficii pe termen lung, fie aducând beneficii pe termen lung. Ele aduc schimbări în cultura umană, la fel cum genele care aduc beneficii în adaptabilitatea la mediu a anumitor organisme, sunt transmise mai departe și schimbă biologic acele organisme. Cu cât o cultură a fost influențată de mai multe memeuri și complexe de memeuri, cu atât este mai complexă, asemănătoare cu situația din biologie a genelor. 

Daniel C. Dennet propune o ierarhizare a selecției memelor. Primul pas ar fi selecția naturală a memelor, în acest caz muzicale, exemplificând printr-o situație în care un strămoș al oamenilor a început să bată pentru prima oară cu niște bețe într-un butuc, fără un motiv, dezvoltând un reflex, care ar putea să lase martorii indiferenți sau i-ar putea irita cât să îi gonească. Pe de altă parte ar exista posibilitatea să inspire la nevoia de imitare a aceastei acțiuni. Contribuie astfel la nașterea și răspândirea acestui virus al executării la „tobe”, a cărei natură pur informațională are darul de a genera un model de comportament. Al doilea ar fi selecția inconștientă; unul dintre toboșari începe să fredoneze, iscând un cor de fredonări. Această acțiune poate fi descoperită ca fiind plăcută dând curs unei tranziții graduale a selecției inconștiente. Cel final, anume selecția metodică este etapa în care structura se dezvoltă căpătând un rol activ în selecție.
- Memetica a fost folosită pentru a oferi explicații noi ale evoluției umane, inclusiv teoriei de altruism, originile de limbă și de conștiință și evoluția creierului uman. Teoria memeticii, pusa in prim-plan de Richard Dawkins, este probabil cea mai cunoscută încercare de a aplica gândirea evolutivă a culturii. Aceasta încearcă să stabilească o analogie foarte puternică între evoluția la nivel cultural și evoluția biologică. Memetica începe cu o caracterizare abstractă de selecție al unui proces care necesită entități care reproduc. Memetica consideră faptul că entitățile, care au capacitatea de a face copii fidele ale ei, sunt nevoite să explice această asemănare între generații. În modelele biologice standard ale evoluției, se presupune că genele sunt replicatori relevanți. Genele iși fac singure copii, acestă abilitate explicând de ce organismele descendente seamănă cu părinții lor. Dacă cultura este inclinată către evoluție, prin urmare, devine necesar să se găsească o formă culturală reproducătoare ce explică moștenirea culturală. Memele au acest rol.

Probleme ale teoriei memetice
- Unitățile culturale nu se pot replica: genele produc propiile lor copii. O critică adusă teoriei memetice susține că nu cunoaștem niciun mecanism care să poată explica felul în care memele sunt copiate. Se poate respinge această critică: o idee poate fi copiată pur și simplu prin observație și inferență sau prin intermediul limbajului vorbit. O problemă mai gravă a teoriei memetice este reprezentată de faptul că imitația este de obicei prea predispusă la erori pentru a susține replicarea. O altă critică afirmă că, deși anumite idei se răspândesc în rândul unei populații, aceasta nu se petrece de fapt prin copierea lor de la o persoană la alta. Este vorba mai degrabă de anumite tipare de gândire împărtășite cultural care favorizează răspândirea anumitor idei, fără ca acestea să fie într-adevăr copiate. Așadar, elementele culturale se re-produc în sensul că sunt produse din nou și din nou (existând o legătură cauzală), dar nu sunt reproduse în sensul că ar fi copiate una de la alta.

- Unitățile culturale nu formează genealogii: dacă în replicarea genetică putem urmări o nouă copie a unei gene inapoi la un singur părinte, ideile sunt rareori copiate de la o singură sursă, așa încât să putem trasa genealogii clare. Ideile pot să apară într-un individ ca urmare a expunerii acestuia la mai multe surse (de exemplu, credința religioasă poate fi dobândită prin contact cu mai mulți predicatori).Din cauza aceasta, este puțin probabil ca ceva asemănător legilor lui Mendel să fie descoperit în cadrul evoluției culturale.

- Cultura nu poate fi divizată în unități discrete: ideile se află în relații logice unele cu altele. Posibilitatea unui individ de a dobândi o anumită credință depinde de ideile înrudite pe care deja le are (nu poți crede în teoria relativității fără să ai anumite idei si cunoștințe care țin de domeniul fizicii). Din cauza aceasta, este greșită perspectiva asupra culturii care o divide în unități discrete și care atribuie fiecăreia dintre acestea, individual, putere de replicare. Totuși, această critică poate fi combătută întrucât și genele trebuie studiate într-un context care ține cont și de alte gene: o secvență ADN poate avea efecte diferite în organisme diferite, în funcție de rețeaua de relații în care intră cu alte resurse genetice.

Aceste probleme se focalizează pe ideea veridicității memelor, existând de asemenea discuții cu privire la utilitatea și existența lor. Cum s-a precizat anterior, una dintre acestea privește numai o ambalare cosmetizată aplicată unui set de date culturale aflate în continuă transformare. Poate că știința are în componența sa entitati repilcative luptând împotriva diverselor presiuni ale selecției, dar ramane o problemă ceea ce oferă în sine aceasta dacă în final ea se prezintă ca nefiind nimic mai mult decat o alternativă idiomatică în care se descriu factorii variabili,aceștia afectând evaluarea ipotezei științifice. Poate ca tendințele din modă sunt meme,iar dacă acesta este un exemplu potrivit discutiei,trebuie explicată alegerea unei meme în detrimentul alteia.
Limite ale teoriei
Teoria memelor ridică, inevitabil, și problema transmiterii acestora. Nu este întamplator faptul că teoriile vis-à-vis de moștenirea biologică se bucură de mai multă încredere și preocupare decât cele vis-à-vis de moștenirea culturală. În lipsa unor caracteristici cantitative este mult mai dificil să identifici felul în care acestea se transmit. Putem însă identifica potențiale restricții care operează în cadrul acestei teorii și o modelează totodată, pornind de la două  trăsături distinctive pentru ceea ce ar putea însemna moștenirea culturală:
1.Genotipul  cultural, spre deosebire de cel biologic, nu este un dat ci se constituie în timp, pe masura ce evoluam, învățăm și ne maturizăm.
2.Virtual, toate abilitațile și achizițiile culturale presupun puternice dependențe secvențiale. Trebuie să mergi înainte de a dansa (dansul este doar o modelare a mersului); trebuie să înveți aritmetică, algebră, geometrie înainte de a face calcule complexe, căci acestea solicită abilități, proceduri și concepte derivate din primele
Aceste dependențe impun însă și niște consecințe:
a) Primele achiziții culturale acționează ca niște prejudecăți asupra următoarelor, devenind astfel principii active în selecțiile intraindividuale. Convingerile (religioase sau științifice)acționează nu numai ca niște filtre asupra achizițiilor de cunoștințe și de norme comportamentale ci și ca norme metodologice de evaluare
b) Achiziționarea acestor dependențe secvențiale, abilități, preferințe educaționale, statute sociale, responsabilități manegeriale determină  conduite specifice anumitor entități  intra sau interculturale.
c) Dependențele secvențiale afectează semnificativ dinamica populației, cunoșterea și aptitudinile intraculturale, creând micro-culturi durabile, capabile să recruteze indivizi noi și să interacționeze cu alte micro-culturi
d) La rândul lor, aceste micro-culturi , prin alcătuirea internă, facilitează achiziționarea de dependențe 
secvențiale
e) Preferințele culturale diferite, pozițiile sociale diferite, interacțiunea cu diferite medii culturale suprapun alte și alte structuri capabile să genereze noi și noi canale de comunicare inter și intrarculturală 
În urma acestor observații poate fi indicată diferența  ireconciliabilă între modelele genetice biologice și cele culturale: pentru o cultură, găzduirea unui alt specific cultural, cu proprietăți structurale diferite, modelează transmiterea și schimbul de elemente culturale, procesele sunt variabile, în timp ce în cel biologic sunt invariabile.
In zilele noastre acest termen mai este folosit de tineri pentru imaginile care contin mesaje ironice la adresa unor evenimente sau situatii din viata cotidiana. Un meme poate fi descris ca o satira imagistica, un umor fin care taxeaza tarele societatii. Exemple de astfel de imagini putem gasi la  adresa alaturata 